# Marlies Ameling
Marlies Ameling (* 14. Februar 1952 in Ohrdruf, Thüringen) ist eine deutsche Formgestalterin und Industriedesignerin. Sie zählt zum Kreis der wichtigsten deutschen Industriedesigner. Bekannt ist sie vor allem für ihre diversen Glas-Kollektionen.

## Leben und Wirken
Marlies Ameling absolvierte von 1966 bis 1970 eine Berufsausbildung als Industriekauffrau mit Abitur. Von 1971 bis 1976 studiert sie bei Lothar Zitzmann und Ilse Decho im Fachbereich Gefäßgestaltung der Hochschule für industrielle Formgestaltung Halle, Burg Giebichenstein (HIF). Während ihrer Studienzeit lernte sie auch ihren späteren Ehemann Lothar Ameling (1950–2013) kennen, den sie im Jahre 1978 heiratete. Vor allem durch Decho, die zu den bekanntesten Glas- und Porzellandesignern ihrer Zeit zählte, entdeckte Ameling ihre Liebe zur Glasformung. Von 1976 bis 1978 hatte Marlies Ameling an der Hochschule eine Aspirantur. Ab 1978 arbeitete sie als Designerin. Ab 1984 war sie künstlerische Leiterin der Glasmanufaktur Harzkristall in Derenburg. Diese wurde bereits 18 Jahre zuvor von der HIF übernommen und ging nach der Wiedervereinigung in Treuhandbesitz über. Nachdem das Land Sachsen die Manufaktur 1993 unter dem Namen Staatliche Glasmanufaktur Harzkristall GmbH übernommen hatte, ging diese erst am 1. Oktober 2004 wieder in Privateigentum. Marlies Ameling war Mitglied der Arbeitsgruppe „Gedeckter Tisch“ und ab 1984 der Gutachtergruppe des Amts für Industrielle Formgestaltung für die Glasindustrie. Von 1976 bis 1990 war sie Mitglied des Verbands Bildender Künstler der DDR und von 1983 bis 1990 des Bezirksvorstands Halle der IG Chemie im FDGB.
1989 erhielt sie die Facultas Docendi und war sie Honorardozentin an der HIF. Von 1992 bis 2007 war sie verantwortlich für Marketing und Vertrieb in der Glasmanufaktur Harzkristall sowie für Produktentwicklung für den internationalen Markt. Danach war sie ab 2005 freiberuflich in Wernigerode tätig, wo mit ihrem Ehemann zusammenlebte. Bereits in den 1990ern baute sie zusammen mit ihm den Wernigeröder Kunst- und Kulturverein mit auf, wobei ihr Gatte auch zwei Jahre lang die Galerie im ersten Stock des Vereinsgebäudes leitete. Von April 2010 bis Ende 2017 war sie Geschäftsführerin des Wernigeröder Bürgerparks mit dem Köhlerteich und dem Kleinen Harz. Bereits davor leitete Ameling die Schauwerkstatt im Miniaturenpark Kleiner Harz.
Marlies Ameling ist die Mutter von Michael Ameling.

## Ausstellungen
Noch während ihrer Studienzeit war Marlies Ameling an diversen Ausstellungen beteiligt und war dabei ab 1974 auf Ausstellungen in Mailand, Linz, Budapest oder Moskau. Des Weiteren war sie auf der VIII., IX. und X. Kunstausstellung der DDR, den letzten drei Kunstausstellungen bis zur Wiedervereinigung, vertreten. Zwischen 1982 und 1988 war sie zudem auf der Glaskunst der DDR, einer weiteren großen Landesausstellung, in der Berliner Galerie unter den Linden vertreten. 1984 war sie Ausstellerin im Glasmuseum in Riihimäki, im Süden Finnlands, gefolgt von einer Ausstellung 1988 im Design Center Stuttgart. 1989 war sie auf der Gemeinschaftsausstellung des Verbandes Bildender Künstler der DDR und des Amtes für Industrielle Formgestaltung Design serviert in Berlin vertreten.
Zwei Jahre darauf folgte eine Ausstellung auf der INNOVENTA in Berlin; 1995 eine weitere Gemeinschaftsausstellung, diesmal mit ihrem Gatten Lothar, in der Galerie im Ersten Stock des Wernigeröder Kunst- und Kulturvereins. Nach der Beteiligung an der Wanderausstellung des Design-Centers Sachsen-Anhalt und der Personalausstellung auf der Staatliche Galerie Moritzburg Halle 2003 hatte sie im Jahre 2005 eine weitere Beteiligung an der Ausstellung Gebrauchsgut – ostdeutsches Design mit Tradition in Leipzig, Frankfurt und Hannover. Diverse ihrer Arbeiten befinden sich heute im öffentlichen Besitz, darunter in der Staatlichen Galerie Moritzburg Halle, im Grassimuseum in Leipzig, im Kunstgewerbemuseum Berlin-Köpenick, im Schloss Branitz bei Cottbus und im Kunstgewerbemuseum Dresden.

## Ehrungen
- 1980 Designförderpreis des Amts für Industrielle Formgestaltung
- 1980, 1982 und 1985 Gutes Design
- 1997 Marianne-Brandt-Preis für Gestaltung des Lands Sachsen-Anhalt.

- 2021 Kunstpreis der Stadt Wernigerode